# SK Torhout (9388)
SK Torhout is een Belgische voetbalclub uit Torhout. De club is aangesloten bij de KBVB met stamnummer 9388 en heeft zwart en wit als kleuren. SK Torhout speelt in de provinciale reeksen.

## Geschiedenis
Sinds de jaren 20 van de 20ste eeuw waren in de stad Torhout twee clubs aangesloten bij de Belgische Voetbalbond, KVK Torhout met stamnummer 110 en KSK Torhout met stamnummer 822. De clubs speelden in de jaren 70 en 80 verschillende seizoenen in de nationale reeksen, tot ze in 1992 samengingen tot Torhout 1992 KM, dat met stamnummer 822 van KSK verder speelde. De namen VK Torhout en SK Torhout verdwenen zo.
In 2000 kwam het tot onenigheid in de club en een aantal mensen richtte in 2001 een nieuwe club met de naam New Sportkring Torhout 2001, dat zich bij de KBVB aansloot met stamnummer 9388, en riepen hiermee de oude clubnaam nieuw leven in. Men nam ook de oude clubkleuren zwart en wit aan. De nieuwe club ging van start in Vierde Provinciale, het allerlaagste niveau, en wist er in haar eerste seizoen al promotie naar Derde Provinciale af te dwingen. In 2002 kreeg men van de KBVB de toelating de clubnaam te wijzigen in SK Torhout, de naam die tien jaar eerder was verdwenen.
SK Torhout bleef succesvol en promoveerde enige tijd later nog verder naar Tweede Provinciale. In 2007 slaagde men er zelfs in verder door te stoten naar Eerste Provinciale, de hoogste provinciale afdeling. Het verblijf bleef er beperkt tot een seizoen, want in 2008 zakte men weer naar Tweede Provinciale. In 2011 promoveerde men nogmaals naar het hoogste provinciale niveau onder leiding van trainer Eddy Makelberge.
In 2014 besloot men om niet met een eerste elftal in competitie te treden.